# Storvreten
Storvreten är ett större bostadsområde i Tumba i Botkyrka kommun sydväst om Stockholm.  

## Beskrivning
Storvreten är byggt på en höjd under slutet av 1960- och början av 1970-talet, och kännetecknas av sina många vita höghus. Här finns också annan bebyggelse, bland annat villaområden och Storvretens vattentorn.

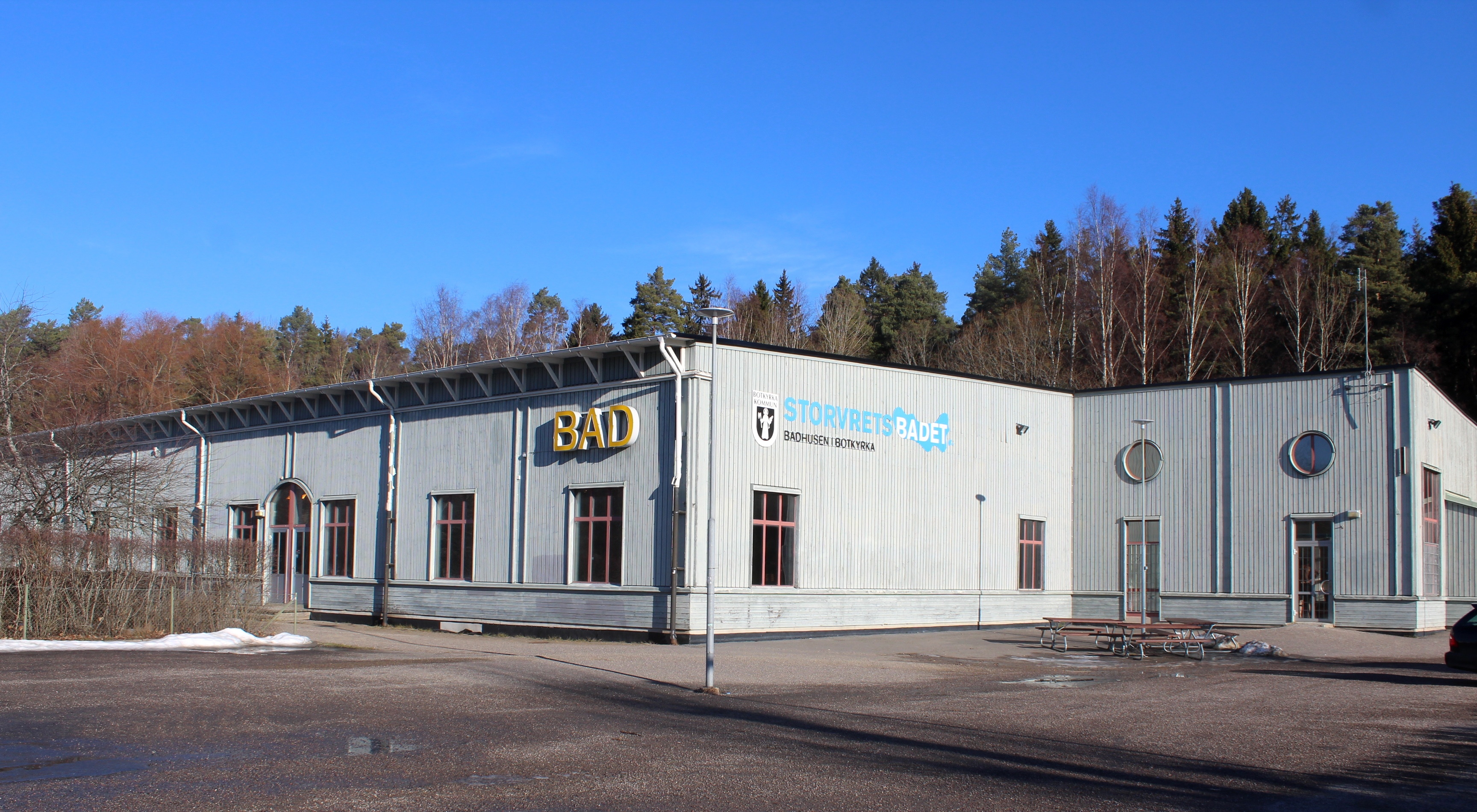
Storvretsbadet

Populärt bland ungdomar i Storvreten och kringliggande delar av Botkyrka är Musikhuset Lagret. Här kan band ha replokal och få pedagogisk hjälp med sitt musicerande. I Storvreten ligger också Ängskyrkan, en samarbetskyrka mellan EFS och Svenska kyrkan.

## Demografi
Folkmängden i Storvreten är omkring 7 200, varav 68,2 procent med utländsk bakgrund 2017.
Storvreten klassas som ett utsatt område av polisen 2019.